# Ralph Dupas
Ralph Dupas (New Orleans, 14 ottobre 1935 – Denham Springs, 25 gennaio 2008) è stato un pugile statunitense, Campione del Mondo dei pesi medi junior nel 1963, prima di essere sconfitto da Sandro Mazzinghi.

## Biografia

### Gli inizi
Iniziò a praticare la boxe in una palestra di New Orleans, la sua città natale, insieme al migliore amico e futuro campione del mondo dei pesi mediomassimi, l'italo-americano Willie Pastrano. 

### Carriera professionistica

Milano, 1963. Ralph Dupas atterrato da Sandro Mazzinghi è costretto a cedere all'italiano la corona mondiale dei pesi medi junior

Ha esordito come professionista a nemmeno quindici anni nella categoria dei pesi piuma pareggiando un incontro con Ray Smith, alla Coliseum Arena di New Orleans. 
Nel 1958, dopo 84 match (72 vinti, 7 persi e 5 pari) combatté per il titolo mondiale dei pesi leggeri ma fu sconfitto da Joe Brown per KO all'ottava ripresa.
Il 6 marzo 1961 a New Orleans batté nettamente ai punti in dieci riprese il futuro campione del mondo dei pesi medi Joey Giardello, combattendo praticamente da peso welter contro un avversario più pesante di cinque kg.
Il 13 luglio 1962 combatté per il titolo mondiale dei welter, perdendo nettamente ai punti in quindici riprese da Emile Griffith. Successivamente perse ai punti ma con decisione contrastata dal quarantaduenne Sugar Ray Robinson, rendendo all'avversario quasi sei kg. di peso (150 libbre contro 163).
Nell'aprile del 1963 conquistò il titolo mondiale dei pesi medi junior, di recente istituzione, battendo ai punti Denny Moyer, con verdetto contrastato. Segnava al peso kg. 68,5 contro il limite di 69,850 della nuova classe di peso. Mantenne la cintura nella rivincita disputata nemmeno due mesi dopo, sempre ai punti. Stavolta il verdetto fu unanime ma di stretta misura.
Il 7 settembre 1963 fu costretto a cedere la cintura di Campione del Mondo nei guantoni di Sandro Mazzinghi al Velodromo Vigorelli di Milano per KO tecnico alla nona ripresa. Già alla prima ripresa Mazzinghi lo centrò con un gancio destro. Dupas si riprese accettando lo scambio. Il toscano iniziò a sanguinare dalle sopracciglia, grazie ad alcune testate che causarono due richiami al campione. Alla nona ripresa un destro d’incontro dello sfidante mandò Dupas al tappeto. Lo statunitense si rialzò al sei ma l’arbitro Neuhold non lo ritenne in grado di proseguire e dichiarò il Kot.
Il 2 dicembre successivo si svolse la rivincita a Sydney e Mazzinghi vinse di nuovo per KO tecnico alla tredicesima ripresa. Anche in tale occasione, l'italiano fu ferito alla sesta ripresa da una testata dell'avversario che, però, non venne richiamato dall'arbitro. Nella tredicesima l'ex campione crollò al tappeto dopo una lunga serie di colpi al corpo. Rialzatosi durante il conteggio, fu investito ancora da una serie di colpi e cadde nuovamente. Dupas, con grande coraggio si rialzò ancora, ma dopo essere stato colpito da un poderoso destro, l’arbitro interruppe il combattimento decretando la vittoria di Mazzinghi.
Tentò di rifarsi una carriera tornando nella categoria dei pesi welter ma fu sconfitto per KO alla terza ripresa da Emile Griffith in un match di preparazione di quest'ultimo alla rivincita per il titolo mondiale nei confronti di Luis Manuel Rodríguez.
Si è ritirato nel 1966, dopo aver combattuto ben 135 match, vincendone 106 e perdendone 23, con 6 pari in sedici anni di carriera.

### Caratteristiche tecniche
Grande campione dotato di un buon pugno e grande velocità, con gli anni si è molto appesantito tanto da passare dalla categoria dei piuma (57 kg) a quella dei superwelter (69 kg).